# 炳麟
炳麟（1856年—?），字雨琴，号書春，佟佳氏，盛京漢軍正黄旗人，清朝政治人物、同進士出身。
光緒二年丙子科举人，六年（1880年），参加庚辰科殿試，登進士三甲第54名。同年五月，授內閣中書。